# Kine Beate Bjørnås
Kine Beate Bjørnås (née le 12 mai 1980 à Levanger) est une fondeuse norvégienne. 

## Carrière
Elle débute en Coupe du monde en mars 2000. Durant la saison 2004-2005, elle monte sur trois podiums dans des relais dont une fois sur la plus haute marche à Gällivare.
En 2005, elle participe à ses seuls championnats du monde à Oberstdorf.
Elle se retire de la compétition de haut niveau en 2008 et souhaite désormais aider les jeunes talents du ski de fond.

## Palmarès

### Championnats du monde
- Oberstdorf 2005
  - 27e du sprint libre
  - 25e du 10 km libre
  - 30e du 30 km classique

### Coupe du monde
- Meilleur classement général : 27e en 2005.
- 3 podiums en relais dont 1 victoire.
- Meilleur résultat individuel : 7e.